# Río Dourdou de Conques
El río Dourdou de Conques (en occitano Cruesa) es un río de Francia, un afluente del río Lot. Nace en la comuna de Lassouts (Aveyron) y desemboca aguas abajo de Grand-Vabre. Su longitud es de 83,8 km. 
Todo su recorrido se desarrolla en el departamento de Aveyron. Las principales poblaciones que atraviesa son Bozouls y Conques.
Un puente del siglo XIV atraviesa el río en Conques.